# Antiscopa
Antiscopa és un gènere d'arnes de la família Crambidae.

## Taxonomia
- Antiscopa acompa (Meyrick, 1885)
- Antiscopa elaphra (Meyrick, 1884)
- Antiscopa epicomia (Meyrick, 1884)